# Storflyn, Ångermanland
Storflyn är en sjö i Strömsunds kommun i Ångermanland och ingår i Ångermanälvens huvudavrinningsområde. Sjön har en area på 1,43 kvadratkilometer och ligger 228,2 meter över havet.

## Delavrinningsområde
Storflyn ingår i det delavrinningsområde (710025-152252) som SMHI kallar för Förgrening. Medelhöjden är 269 meter över havet och ytan är 11,49 kvadratkilometer. Räknas de 507 avrinningsområdena uppströms in blir den ackumulerade arean 3 977,43 kvadratkilometer. Fjällsjöälven (Sannarån) som avvattnar avrinningsområdet har biflödesordning 2, vilket innebär att vattnet flödar genom totalt 2 vattendrag innan det når havet efter 169 kilometer. Avrinningsområdet består mestadels av skog (71 procent). Avrinningsområdet har 1,38 kvadratkilometer vattenytor vilket ger det en sjöprocent på 12 procent.